# تپه قلاعیدی
تپه قلا عیدی مربوط به دوره اشکانیان - دوره ساسانیان است و در شهرستان کوهدشت، بخش طرهان، دهستان طرهان، شمال غرب روستای کل سرخ واقع شده و این اثر در تاریخ ۲۶ اسفند ۱۳۸۷ با شمارهٔ ثبت ۲۶۱۶۴ به‌عنوان یکی از آثار ملی ایران به ثبت رسیده است.